# Список глав государств в 771 году
Список глав государств в 770 году — 771 год — Список глав государств в 772 году — Список глав государств по годам

## Африка
- Гао — Карей, дья (ок. 750 — ок. 780)
- Ифрикия — 
  - Умар ибн Хафс аль-Мухаллаби, наместник (768 — 771)
  - Хабиб ибн Хабиб аль-Мухаллаби, наместник (771)
  - Умар ибн Хафс аль-Мухаллаби, наместник (771)
  - Абу Хатим Якуб ибн Лабиб аль-Харизи, наместник (771 — 772)
- Некор[англ.] — Саид I ибн Идрис, эмир[англ.] (760 — 803)
- Сиджильмаса — Иса ибн Йазид ал-Асвад, эмир (757 — 772)

## Америка
- Мутульское царство (Тикаль) — Яш-Нун-Айин II, царь (768 — ок. 790)
- Шукууп (Копан) — Йаш-Пасах-Чан-Йо’паат, царь (763 — ок. 810)
- Яшчилан (Пачан) — 
  - Яшун-Балам IV, божественный царь (752 — 771)
  - Ицамнах-Балам IV, божественный царь (771 — ок. 800)

## Азия
- Абхазия — Леон II, князь (767 — 811)
- Аббасидский халифат — Абу Джафар аль-Мансур, халиф (754 — 775)
- Армянский эмират — Смбат VII Багратуни, ишхан (761 — 772)
- Бохай (Пархэ) — Да Циньмао (Вэнь-ван), ван (737 — 793)
- Грузия — 
  - Картли — Нерсе, эрисмтавар (760 — 780)
  - Кахетия — Арчил, князь[англ.] (736 — 786)
  - Тао-Кларджети — Адарнас, князь (742 — 779)
- Дханьявади — Тюрия Кету, царь[англ.] (746 — 788)
- Индия — 
  - Венги (Восточные Чалукья) — Виджаядитья I, махараджа (755 — 772)
  - Гурджара-Пратихара — Нагабхата I, махараджа (ок. 750 — ок. 780)
  - Западные Ганги — Шрипуруша, махараджа (726 — 788)
  - Кашмир — Притивияпида, махараджа[нем.] (768 — 772)
  - Пала — Дхармапала, царь (770 — 810)
  - Паллавы (Анандадеша) — Паллавамалла Нандиварман II, махараджа (733 — 795)
  - Пандья — Парантака Недунджадайян, раджа (765 — 790)
  - Раштракуты — Кришнараджа I Акалаварша, махараджадхираджа (756 — 772)
- Индонезия — 
  - Матарам (Меданг) — Панкапана, шри-махараджа (760 — 780)
  - Сунда — Прабу Хулукуянг, король (766 — 783)
  - Шривиджайя — Дармасету, махараджа (742 — 775)
- Китай (Династия Тан) — Дай-цзун (Ли Ю), император (762 — 779)
- Кхмерская империя (Камбуджадеша) — Джаяварман II, император (ок. 770 — ок. 835)
- Наньчжао — Шэньу-хуанди (Мэн Гэлофэн), ван (748 — 779)
- Паган — Шве Хмаук, король[англ.] (762 — 785)
- Раджарата (Анурадхапура) — Аггабодхи VI, король (741 — 781)
- Силла — Хегон, ван (765 — 780)
- Табаристан (Баванди) — 
  - Сорхаб II, испахбад (752 — 771)
  - Шервин I, испахбад (771 — 797)
- Тибет — Тисонг Децэн, царь (755 — 797)
- Тямпа — Сатьяварман, князь (ок. 770 — ок. 787)
- Уйгурский каганат — Идигянь, каган (759 — 780)
- Ченла — Раджендраварман I, король (760 — 780)
- Япония — Конин, император (770 — 781)

## Европа
- Англия — 
  - Восточная Англия — Этельред I, король (ок. 760 - ок. 790)
  - Думнония — Освальд ап Каврдол, король (770 — 790)
  - Кент — 
    - Эгберт II, король (764 — 779)
    - Хэберт, король (764 — 785)

  - Мерсия — Оффа, король (757 — 796)
  - Нортумбрия — Элхред, король (765 — 774)
  - Уэссекс — Киневульф, король (757 — 786)
  - Хвикке — Элдред, король (756 — 778)
  - Эссекс — Сигерик, король (758 — 798)
- Астурия — Аурелио, король (768 — 774)
- Болгарское царство — Телериг, хан (768 — 777)
- Венецианская республика — Маурицио Гальбао, дож (764 — 787)
- Византийская империя — Константин V, император (741 — 775)
  - Неаполь —  Григорий II, герцог (767 — 794)
- Волжская Булгария — Тукый, хан (ок. 765 — 815)
- Дания — Рагнар Лодброк, король (756 - 794)
- Ирландия — Доннхад Миди мак Домналл, верховный король (770 — 797)
  - Айлех — Маэл Дуйн мак Аэдо Аллайн, король (770 — 788)
  - Коннахт — Донн Котад мак Катайл мак Айлело, король (768 — 773)
  - Лейнстер — Келлах мак Дунхада, король (760 — 776)
  - Миде — Доннхад Миди мак Домналл, король (766 — 797)
  - Мунстер — Маэль Дуйн, король (766 — 786)
  - Ольстер — Фиахна мак Аэд, король (750 — 789)
- Кордовский эмират — Абд ар-Рахман I, эмир (756 — 788)
- Лангобардское королевство — Дезидерий, король (756 — 774)
  - Беневенто — Арехис II, герцог (758 — 774)
  - Сполето — Теодиций, герцог (763 — 774)
  - Фриуль — Петр, герцог (751 — 774)
- Папская область — Стефан III (IV), папа римский (768 — 772)
- Приморская Хорватия — Будимир, князь (740 — 785)
- Сербия — Вышеслав, князь (768 — 814)
- Уэльс —
  - Брихейниог — Грифид ап Элисед, король (770 — 805)
  - Гвент — Фарнвайл II ап Ител, король (755 — 775)
  - Гвинед — Карадог ап Мейрион, король (754 — 798)
  - Гливисинг — Гуриад ап Брохвайл, король (755 — 785)
  - Дивед — Маредид ап Теудос, король (760 — 798)
  - Поуис — Брохвайл ап Элисед, король (755 — 773)
  - Сейсиллуг — Меуриг ап Дивнуал, король (770 — 807)
- Франкское королевство — Карл Великий, король (768 — 814)
  - Бавария — Тассилон III, герцог (748 — 788)
  - Васкония — Луп II, герцог (768 — 778)
  - Макон — Тьерри I, граф (733 — 791)
  - Овернь[англ.] — Бертмон, граф (765 — 778)
  - Отён — Тьерри I, граф (733 — 791)
  - Шалон — Гверин I, граф (ок. 765 — ок. 819)
- Фризия — Радбод II, король (760 — 775)
- Хазарский каганат — Багатур, каган (760 — 786)
- Швеция — Рагнар Лодброк, король (ок. 770 — ок. 785)
- Шотландия —
  - Пикты — Киниод I, король (763 — 775)
  - Стратклайд (Альт Клуит) — Эугейн ап Думнагуал, король (760 — 780)

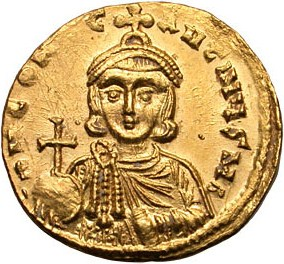
Константин V 741-775 Император Византии
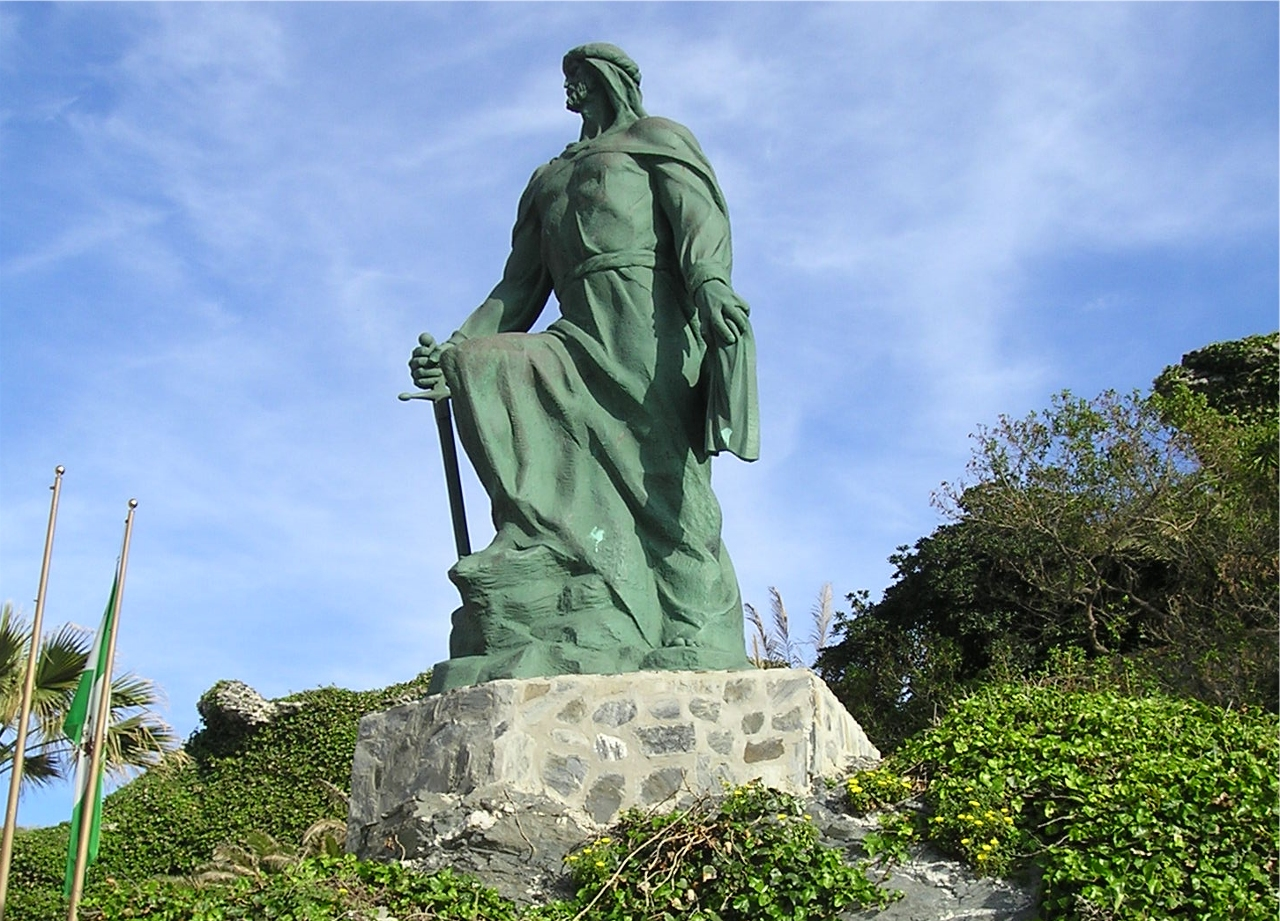
Абд ар-Рахман I 756-788 Эмир Кордовы
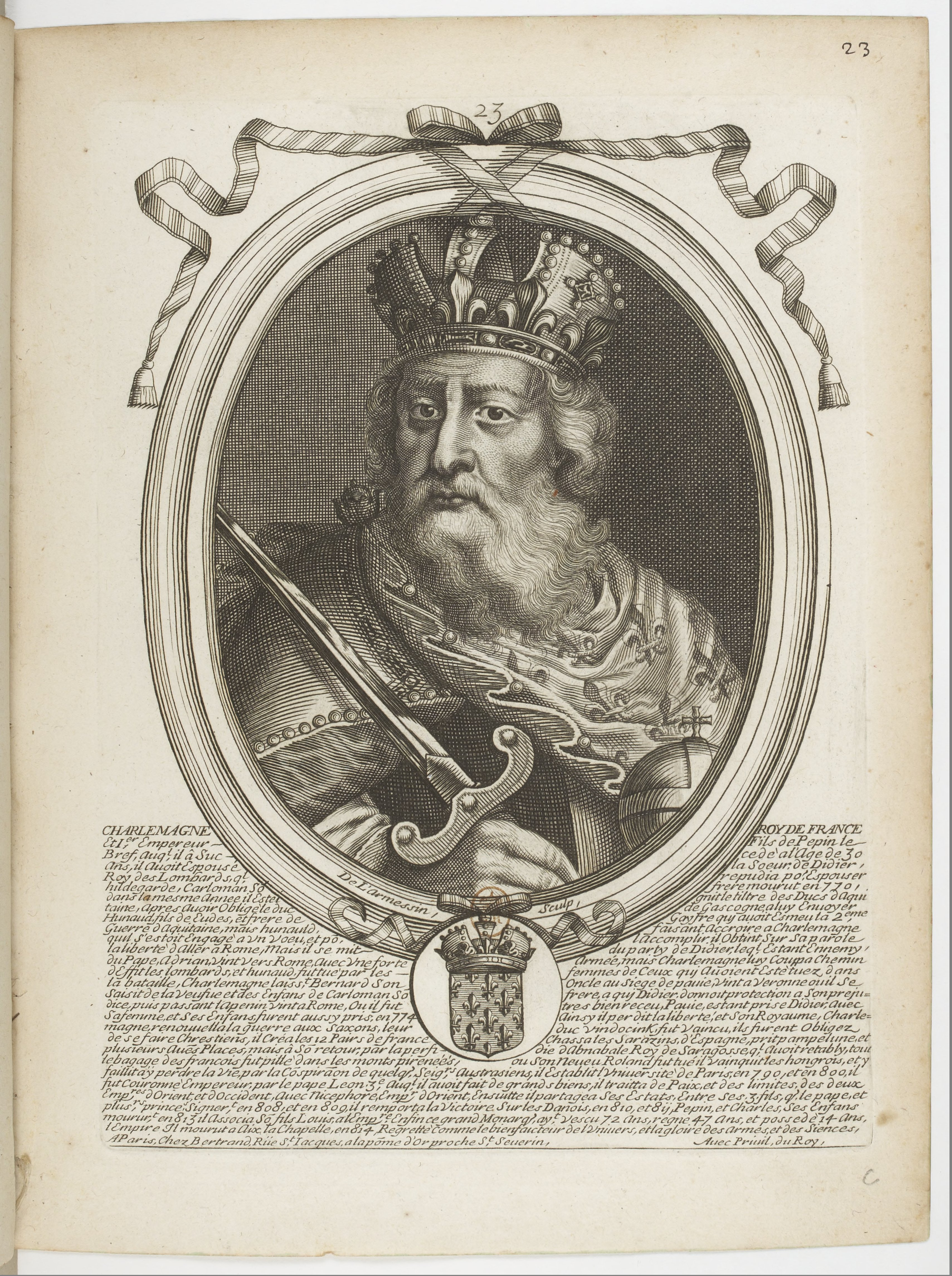
Карл Великий 768-814 Король франков
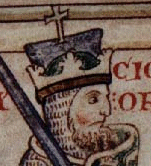
Оффа 757-796 Король Мерсии
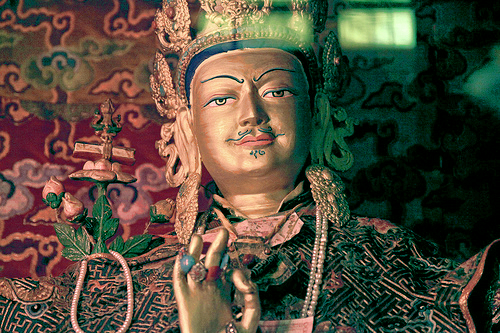
Тисонг Децэн 755-797 Царь Тибета
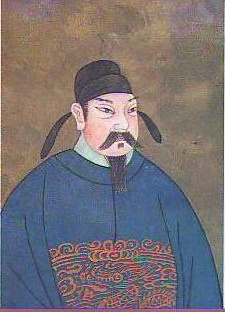
Дай-цзун 762-779 Император Китая
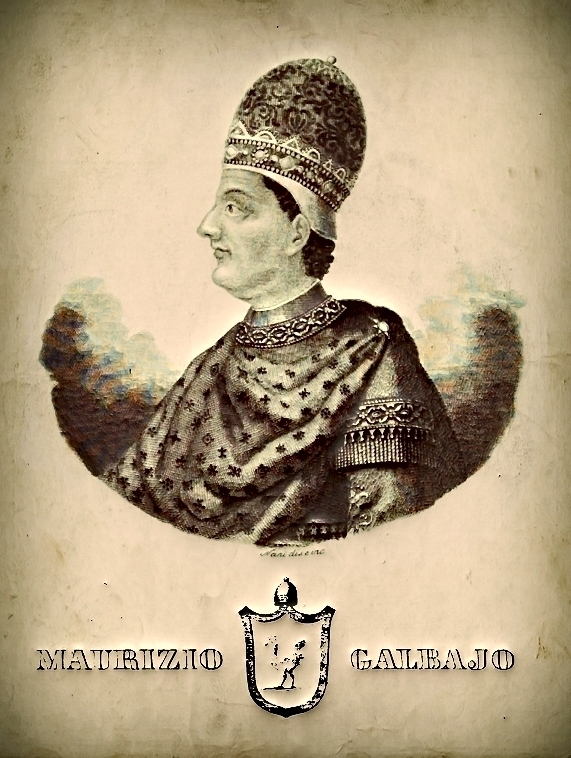
Маурицио Гальбао 764-787 Дож Венеции
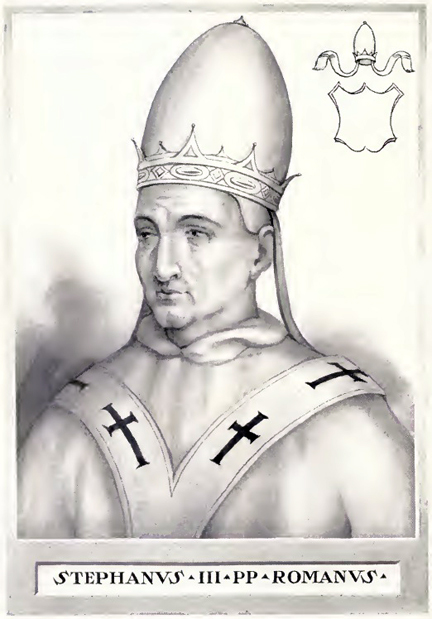
Стефан III (IV) 768-772 Папа римский